# Preußische P 8
Die Personenzug-Dampflokomotive der Gattung P 8 der Preußischen Staatseisenbahnen, bei der Deutschen Reichsbahn Baureihe 3810–40, wurde 1906 von der Berliner Maschinenbau AG (vormals Louis Schwartzkopff) nach Vorgaben des preußischen Lokomotiv-Dezernenten Robert Garbe konstruiert. Sie war als Nachfolgetyp der P 6 vorgesehen.

## Konstruktion

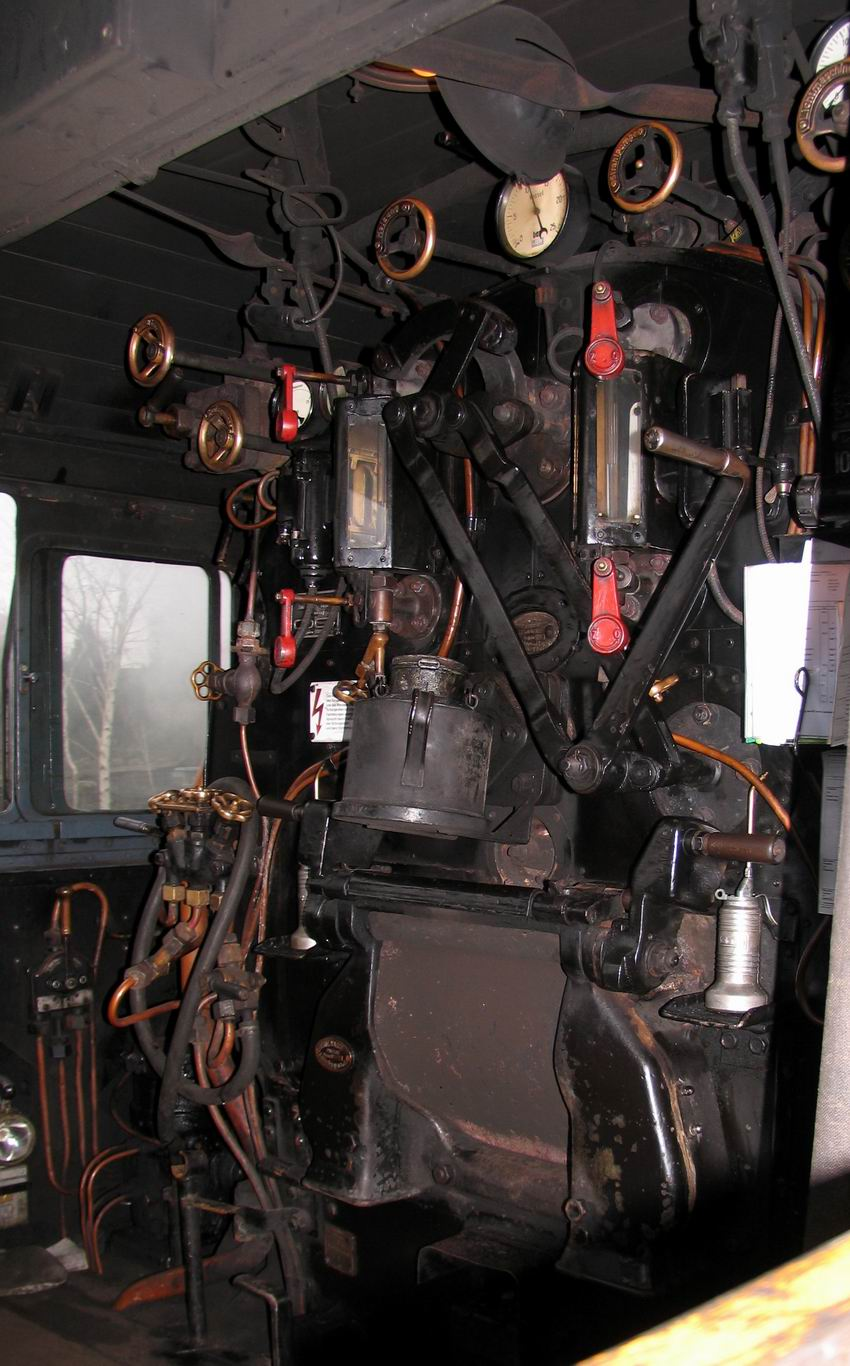
Führerstand der P 8

Da Garbe ein Verfechter möglichst einfacher Konstruktionen war, wurde für die P 8 ein Heißdampf-Zwillingstriebwerk vorgesehen. Besonders kam der P 8 die gerade von Wilhelm Schmidt entwickelte Heißdampftechnik zugute, die zu einer für die damalige Zeit herausragenden Leistungsfähigkeit führte. Die P 8 war eine sehr sparsame Lokomotive, die keine großen Ansprüche an das Können der Lokführer und der Heizer stellte. Anfangs plante Garbe die P 8 sogar als Schnellzuglok mit der Erwartung, eine Höchstgeschwindigkeit von 110 km/h zu erreichen. Dafür wurden die ersten Exemplare mit windschnittig zugespitzten Führerhäusern ausgerüstet.
Die gelungene Gesamtkonstruktion wies anfangs einige Schwachpunkte auf. So standen dem sehr verdampfungsfreudigen Kessel (dieser besaß bereits eine angedeutete Verbrennungskammer am vorderen Ende der Feuerbüchse) einige Kinderkrankheiten gegenüber, z. B. die zu klein geratenen Schieber, die zu schwach dimensionierten Treibstangenlager, welche deshalb zu Heißläufern neigten oder der nicht ausreichend fest gekuppelte preußische Kastentender, was bei Rückwärtsfahrt zu beängstigenden Laufeigenschaften führte. Speziell die Laufeigenschaften konnten nie ganz befriedigen. Durch den schlechten Masseausgleich konnte die von Robert Garbe veranschlagte Höchstgeschwindigkeit nie erreicht werden. Diese wurde letztendlich auf 100 km/h festgesetzt. Einige Probleme konnten durch Konstruktionsänderungen durch Garbes Nachfolger Hinrich Lübken gelöst werden.
Charakteristisch für die P 8 ist der größere Abstand zwischen dem mittleren und dem hinteren Kuppelradsatz. Zu Anfang hatten die P 8 nur einen Dampfdom hinter dem Sandkasten, später kam ein vorderer Speisedom hinzu; es gab aber auch die Anordnung mit einem Dampfdom vor dem Sandkasten oder mit zwei Sandkästen. Weitere bauliche Veränderungen betrafen u. a. die Führerhausdächer, die Windleitbleche, die Aufbauten. Die Steuerungen der ersten Lokomotiven hatten Hängeeisen, die Mehrheit aber eine Kuhnsche Schleife.
Veränderungen während der Bauzeit betrafen den Einbau eines Speisewasservorwärmers, eines Schlammabscheiders und eines konischen Schornsteins, der später noch einen Aufsatz erhielt. Zu Versuchszwecken wurde eine Maschine von Henschel mit einem Turbinentender ausgestattet und als T38 3255 eingereiht.
Um die Lokomotiven auch auf kleinen Drehscheiben drehen zu können, kuppelte die Preußische Staatseisenbahn die P 8 mit Tendern aus, die ursprünglich 21,5 m³ Wasser und 7 t Kohle fassten. Ab 1950 ersetzte die Deutsche Bundesbahn die preußischen Kastentender durch Tender ausgemusterter Kriegslokomotiven, vor allem mit Wannentendern, welche mehr Betriebsstoffe fassen konnten. Bei Lokomotiven, die dabei auch eine Führerhausrückwand erhielten, konnte die Höchstgeschwindigkeit bei Rückwärtsfahrt von 50 km/h auf 85 km/h erhöht werden.
Die Deutsche Reichsbahn verwendete zum Teil Schlepptender ausgemusterter Dampflokomotiven der Baureihe 17, sogenannte Langstreckentender. Bei ihr wurden auch 75 Lokomotiven mit einem Giesl-Ejektor ausgerüstet, erkennbar am langgestreckten Schornstein.

## Leistungsvermögen
In zwei amtlichen Werken finden sich Leistungstafeln der P 8, die beide während der Bauzeit erschienen sind und unterschiedliche Angaben enthalten. Zum einen das „Merkbuch für die Fahrzeuge der Preußisch-Hessischen Staatseisenbahnverwaltung“ von 1915 und zum anderen das „Merkbuch für die Fahrzeuge der Reichsbahn. I. Dampflokomotiven und Tender (Regelspur)“ von 1924. Die erste Tafel weist nur Daten bis zu einer Vmax von 90 km/h auf, die zweite bis 100 km/h. Beispielsweise werden 1915 für die Ebene Lasten von 455 t bei 90 km/h und 1800 t bei 40 km/h genannt. Für 100 km/h wird 1924 ein Leistungsvermögen von 300 t Zugmasse aufgeführt, wohingegen bei 90 km/h 540 t zulässig waren sowie eine Angabe für 40 km/h nicht erfolgt. Bei 10 Promille Steigung und 70 km/h liegt der Wert in beiden Tafeln bei 155 t, aber bei 40 km/h differieren sie schon wieder: 1915 galten 330 t als Grenze und 1924 vierzig Tonnen mehr.

## Geschichte

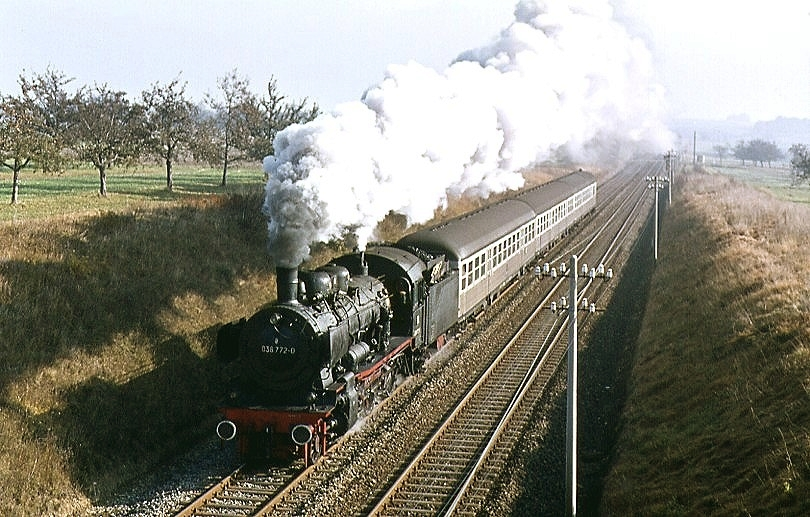
P 8 im Einsatz auf der Bahnstrecke Eutingen im Gäu–Schiltach, 1973

Der Auftrag zum Bau der ersten zehn Maschinen wurde der Berliner Maschinenbau AG vormals L. Schwartzkopff im Januar 1906 erteilt. Die erste Maschine dieser Gattung wurde unter der Bezeichnung „Coeln 2401“ in Dienst gestellt. Die Probefahrten mit bis zu 14 Durchgangszug-Wagen am Haken zwischen Güsten und Sangerhausen verliefen erfolgreich.
Von 1906 bis einschließlich 1918 wurden 1887 Stück der P 8 für die deutschen Länderbahnen und die Militär-Eisenbahnen-Direktionen Brüssel und Warschau hergestellt. Von 1919 bis 1923 kamen weitere 1669 Maschinen hinzu, womit für deutsche Verwaltungen insgesamt 3556 Exemplare entstanden.
Nach Ende des Zweiten Weltkrieges wurden 1945 in den Deutschen Westzonen 1253 Lokomotiven gezählt, in der Sowjetisch besetzten Zone etwa 700. Aufgrund der soliden Konstruktion und des sparsamen Verbrauches wurde die Baureihe sehr geschätzt und so wurden auch jahrelang abgestellte Lokomotiven wieder aufgearbeitet.
Ab 1954 wurden 41 Lokomotiven bei der DB für den Einsatz mit Wendezügen umgebaut. Neben einem Wannentender der Baureihe 52 erhielten sie auch deren Einheitstenderkupplung und geschlossene Führerhäuser, der zweite Radsatz erhielt zusätzlich beidseitig Sandfallrohre, dafür bekamen die meisten Lokomotiven einen zweiten Sandbehälter auf dem Kessel. Die indirekte Wendezugsteuerung, die die Befehle vom Wendezugbefehlswagen in den Führerstand der Lokomotive übertrug, stammte von Fabeg und Hagenuk. Der Wendezugeinsatz endete im April 1965.
Die P 8 war sehr vielseitig verwendbar. Sie fand bis auf den schweren Schnell- und Güterzugdienst vor fast jedem Zug Verwendung. Die Bahnverwaltungen konnten auf diese Maschinen sehr lange Zeit nicht verzichten, denn die letzten P 8 wurden bei der Deutschen Reichsbahn 1972 und bei der Deutschen Bundesbahn erst 1974 ausgemustert. Durch zunehmende Streckenelektrifizierung und Verdieselung wurden sie ab den 1960er Jahren zunehmend überflüssig und ausgemustert. Mehr als 500 P 8 erreichten ein Dienstalter von über 50 Jahren. Bei der DB wurden die Lokomotiven ab 1968 als Baureihe 038 geführt, dafür fiel die erste Ziffer der Ordnungsnummer weg, bei Überschneidungen wurden benachbarte unbenutzte Nummern gewählt. Bei der DR wurden die Betriebsnummern 1970 nur mit der Selbstkontrollziffer ergänzt. 
Die meisten P 8 baute die Berliner Maschinenbau AG mit 1025 Stück, gefolgt von Henschel & Sohn in Cassel mit 742 Stück. Neben der Preußischen Staatsbahn kauften auch die Großherzoglich Oldenburgischen Staatseisenbahnen fünf Maschinen. Bis auf die Lokomotivbauer Hartmann und Esslingen lieferten später alle deutschen Lokomotivfabriken Lokomotiven vom Typ P 8.

### P 8 bei der Badischen Staatsbahn
Um den nach dem Ersten Weltkrieg aufgrund von Waffenstillstandsabgaben und einem hohen Schadlokbestand entstandenen Lokmangel auszugleichen, ließ die Direktion Karlsruhe bei der Maschinenbau-Gesellschaft Karlsruhe 40 Maschinen der Gattung P 8 bauen. Stationiert wurden sie in Villingen, Mannheim und Karlsruhe. Sie erhielten die Bahnnummern 1153 bis 1192. Bei der Deutschen Reichsbahn wurden sie 1925 als 38 3793 bis 3832 eingeordnet.

### P 8 bei der Mecklenburgischen Friedrich-Franz-Eisenbahn
Die für den Betrieb auf der Relation nach Warnemünde beschafften P 4.2 waren schon bald den steigenden Anforderungen nicht mehr gewachsen. So beschaffte die Friedrich-Franz-Eisenbahn ab 1914 bis 1916 10 Lokomotiven von der Maschinenbauanstalt Humboldt. 1917 übernahm man drei fabrikneue Lokomotiven von der Preußischen Staatsbahn. Die Maschinen erhielten die Bahnnummern 251 bis 263. Nachdem 1920 die Lokomotiven mit den Nummern 258 bis 260 als Reparation an Belgien abgegeben werden mussten (B 6400, B 6401, B 6431) erhielt die Staatsbahn 1922 drei von Henschel gefertigte Maschinen als Ersatz. An diese wurden die Bahnnummern 264 bis 266 vergeben. Die Deutsche Reichsbahn zeichnete 1925 alle Lokomotiven um. Die Maschinen erhielten die Nummern 38 1573–1575, 1750, 1751, 1791, 1792, 2023, 2026, 2119, 3674–3676.

## P 8 in anderen Ländern

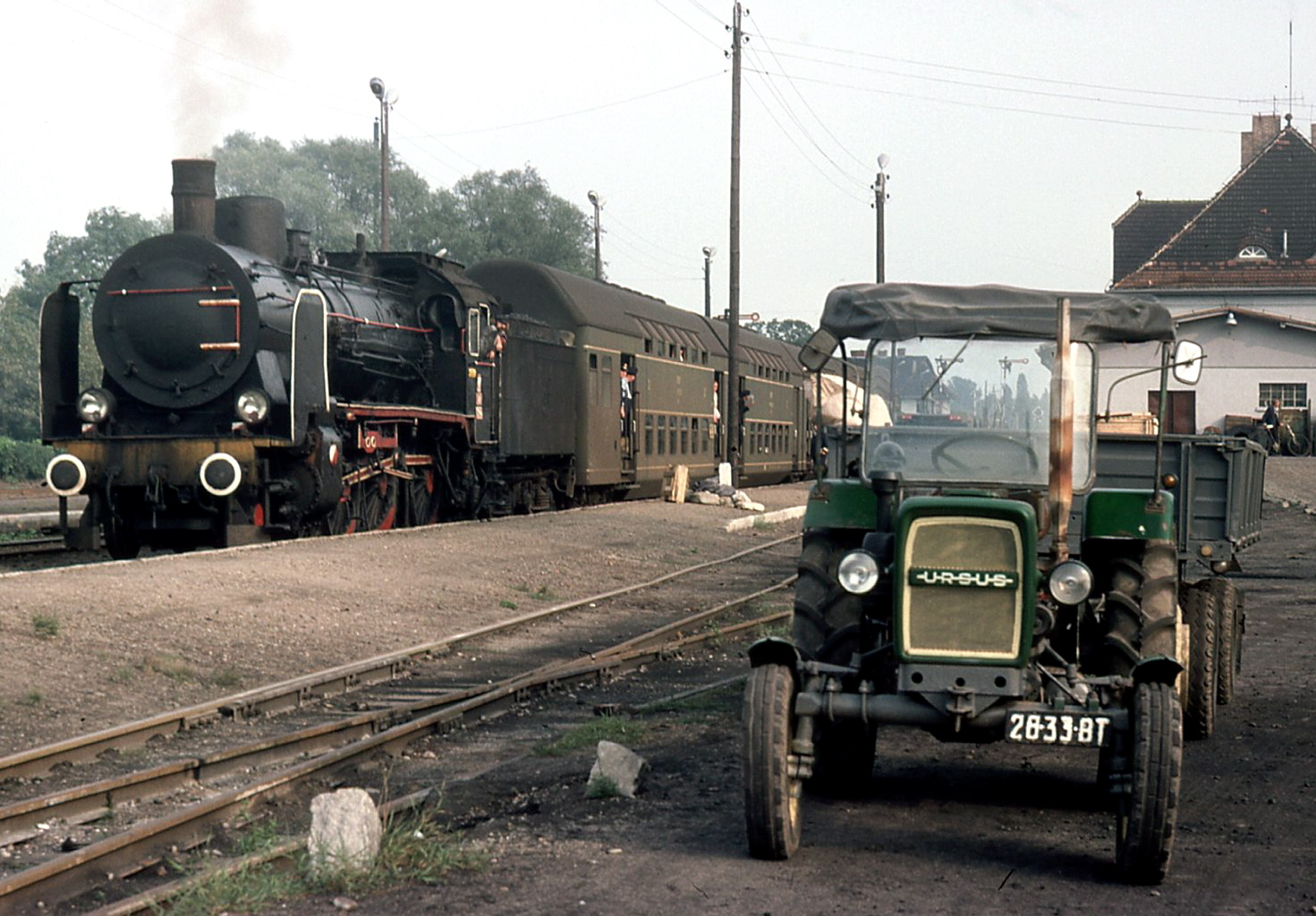
Ok 1 der PKP, Polen, 1976

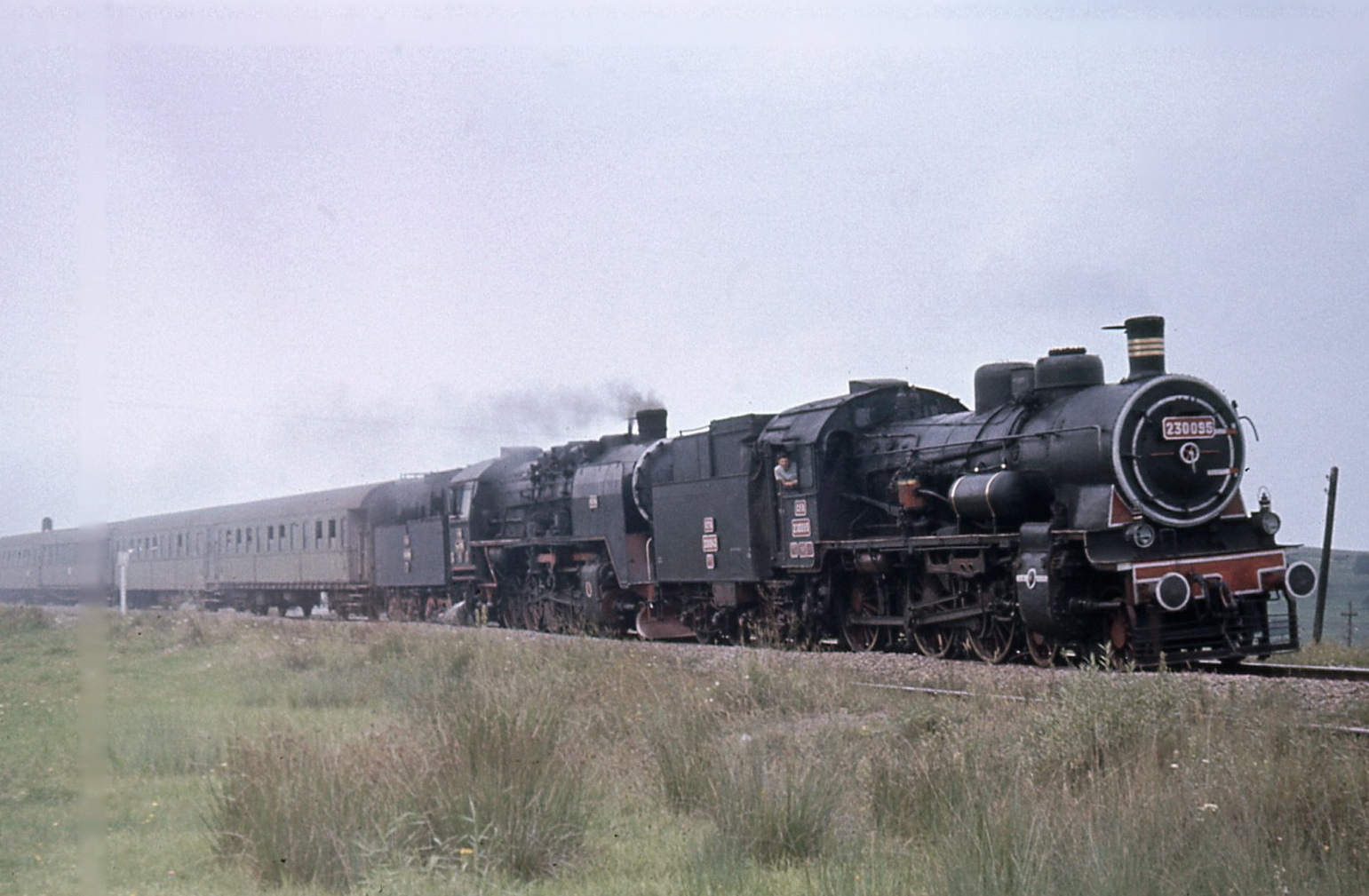
230 095 der CFR, Rumänien, Sălişte bei Sibiu, 1972

Im Zuge der Waffenstillstandsabgaben und Gebietsabtretungen mussten nach dem Ende des Ersten Weltkrieges 627 Exemplare an die Siegermächte abgegeben werden. Polen erhielt 192 und die PKP führte sie als Ok 1. In Belgien wurden die 168 Maschinen bei der NMBS/SNCB als Reihe 64 bezeichnet. Nach Frankreich gelangten 1919 162 Lokomotiven, von denen 25 an die AL, 25 an die EST, 75 an die NORD, 17 an die ETAT (als 230.943–959, bis auf die 943 alle 1940 ausgemustert) und 20 an die MIDI gingen. 1945 kamen vier weitere Maschinen als Kriegsbeute zur SNCF. Lietuvos geležinkeliai erhielt elf Stück und bezeichnete sie als K8. Bei den Saareisenbahnen verblieben 41 Maschinen, nach Italien gelangten 25 Exemplare als Reihe 675, Rumänien bekam 18 Stück und in Griechenland fanden zehn P 8 als SEK-Baureihe Ζδ eine neue Heimat.
Bis 1923 füllte die neu gegründete DR den Bestand an P 8 durch Neubauten wieder auf. Auch die Staatsbahnen Polens, Rumäniens und Litauens beschafften weitere, fabrikneue P 8. Für die PKP wurden von Hanomag, Linke-Hoffmann und BMAG insgesamt 65 Maschinen gebaut, die die Betriebsnummern Ok1-201 bis 265 erhielten. Für Rumänien bauten 1921 die Firmen Hanomag, Henschel und wiederum BMAG 75 Exemplare, weitere 18 Stück wurden 1926 von der Deutschen Reichsbahn verkauft, und 1930 lieferten Henschel und BMAG noch einmal 20 Maschinen an die CFR. 1932 begann der lizenzierte Nachbau von P 8 in den beiden einheimischen Lokomotivwerken von Malaxa (91 Stück) und Reșița (139 Stück). Die CFR führte alle Lokomotiven dieser Bauart unter der Baureihenbezeichnung 230, unabhängig vom Produktionsort.
Litauen erhielt insgesamt fünf K8, die 1925 von der BMAG geliefert wurden. Die P 8 wurde so in insgesamt 3946 Exemplaren (einschließlich der Nachbauten in Rumänien) gebaut und gehört damit zu den weltweit meistgebauten Personenzuglokomotiven.
Zwischen 1923 und 1928 wurden von Hanomag 190 Maschinen der PKP-Baureihe Ok22 nach Polen geliefert. Diese Baureihe basierte mit geringfügigen Abweichungen auf der Konstruktion der deutschen P 8, äußerlich am auffälligsten war der höher gelegte Kessel.
In Österreich kamen P 8 bereits in der Zwischenkriegszeit zum Einsatz, die BBÖ setzte um 1930 mehrere von der Deutschen Reichsbahn geliehene Exemplare ein, die vertretungsweise sogar den Orient-Express zwischen Salzburg und Wien bespannten. Nach dem Zweiten Weltkrieg blieben die 38 1069, 1391, 1434, 1677, 1809, 1818, 2052, 2692, 3264, 3495 und 3525 in Österreich. Die 38 2052 wurde 1952 an die Deutsche Bundesbahn zurückgegeben. Die 38 1391, 1434, 1818, 3495 und 3525 gingen an die Sowjetunion. Die restlichen fünf Maschinen bildeten die ÖBB-Reihe 638. Im Jahr 2004 erwarb die ÖGEG zwei Nachbaumaschinen aus Rumänien, wobei eine mit der fiktiven ÖBB-Betriebsnummer 638.1301 für Sonderfahrten euingesetzt wird.
Nach dem Zweiten Weltkrieg verblieben drei beschädigte Lokomotiven, die 38 2126, 2625 und 2877, in Dänemark, die von Danske Statsbaner erworben und aufgearbeitet wurden. Sie wurden bis 1956 als Baureihe T in Jütland eingesetzt.
In Bulgarien, Jugoslawien, den Niederlanden und der Tschechoslowakei wurden nach den Kriegswirren weitere P 8 aufgefunden.

## Erhaltene Lokomotiven

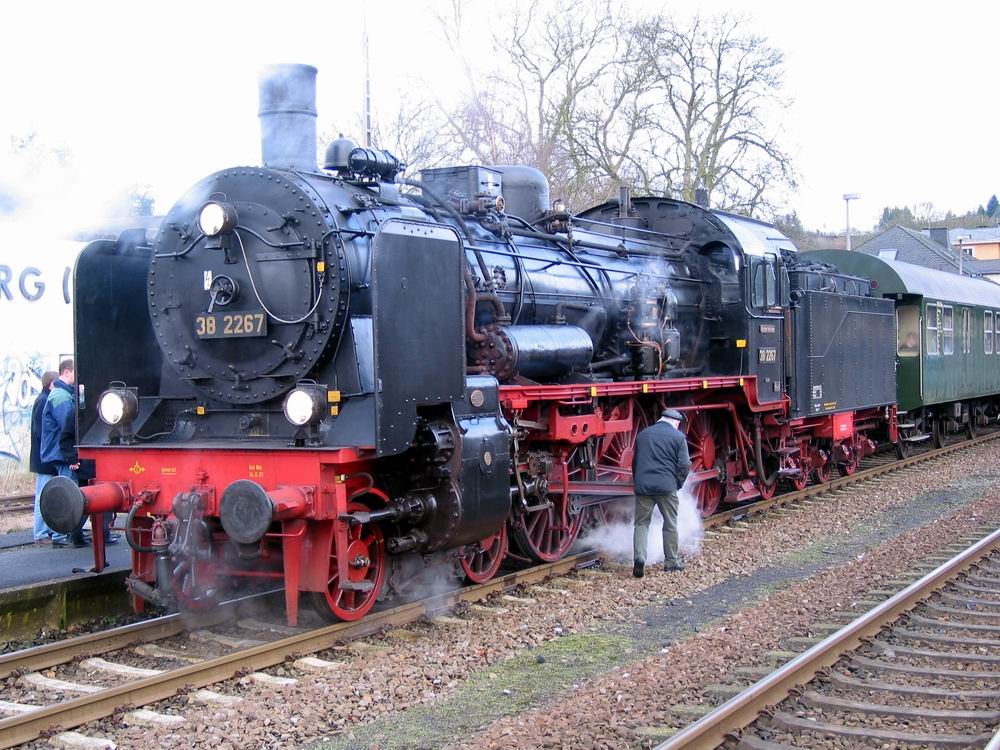
38 2267, Baujahr 1918, in Bochum-Dahlhausen

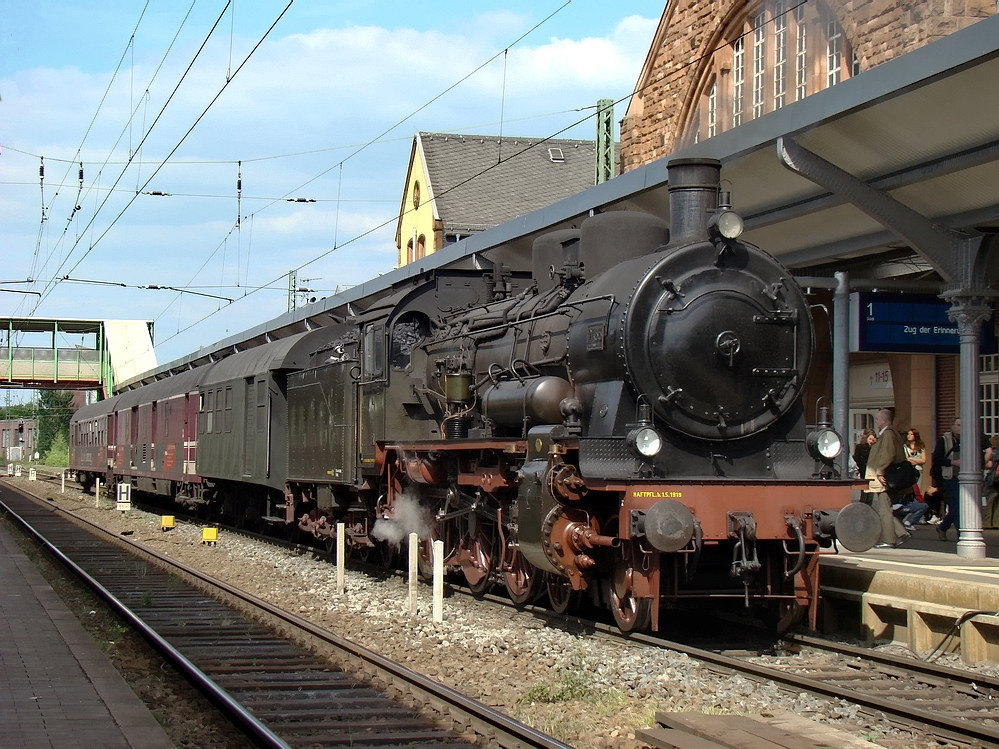
P 8 2455 Posen mit dem Zug der Erinnerung in Gießen

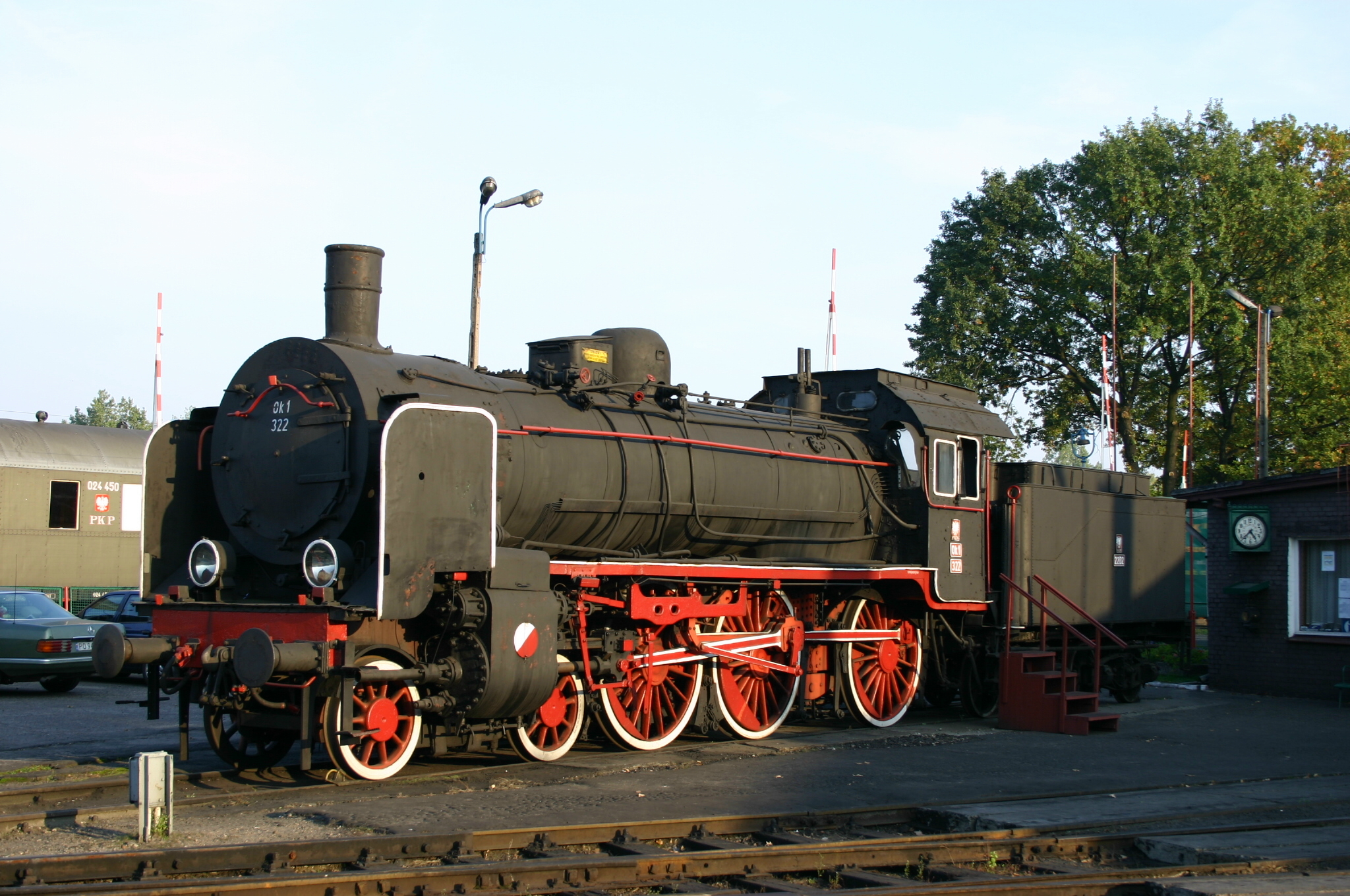
Ok 1-322 der PKP in Wolsztyn

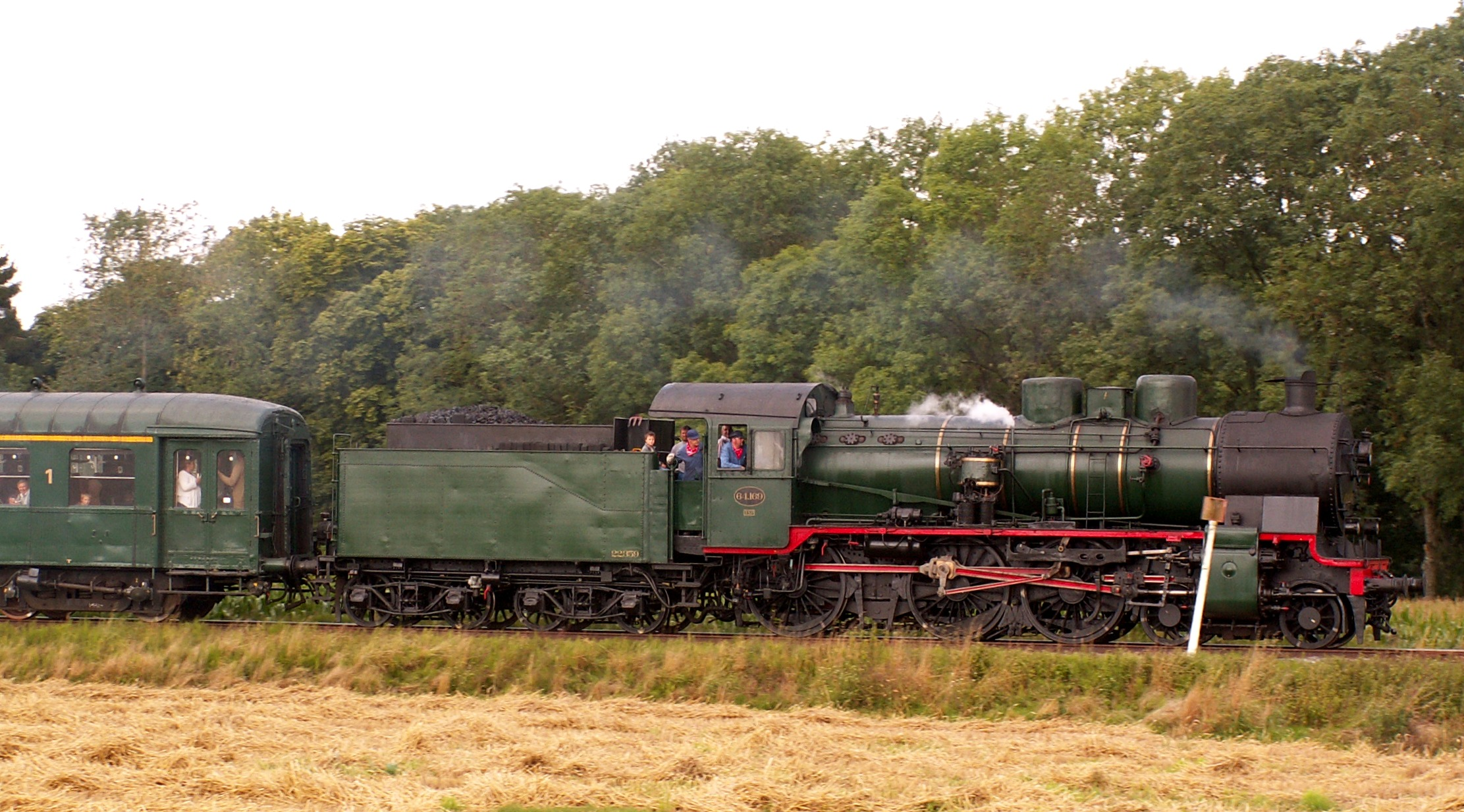
64.169 der Eisenbahnfreunde PFT (Belgien) ehemalige 230.084 der CFR

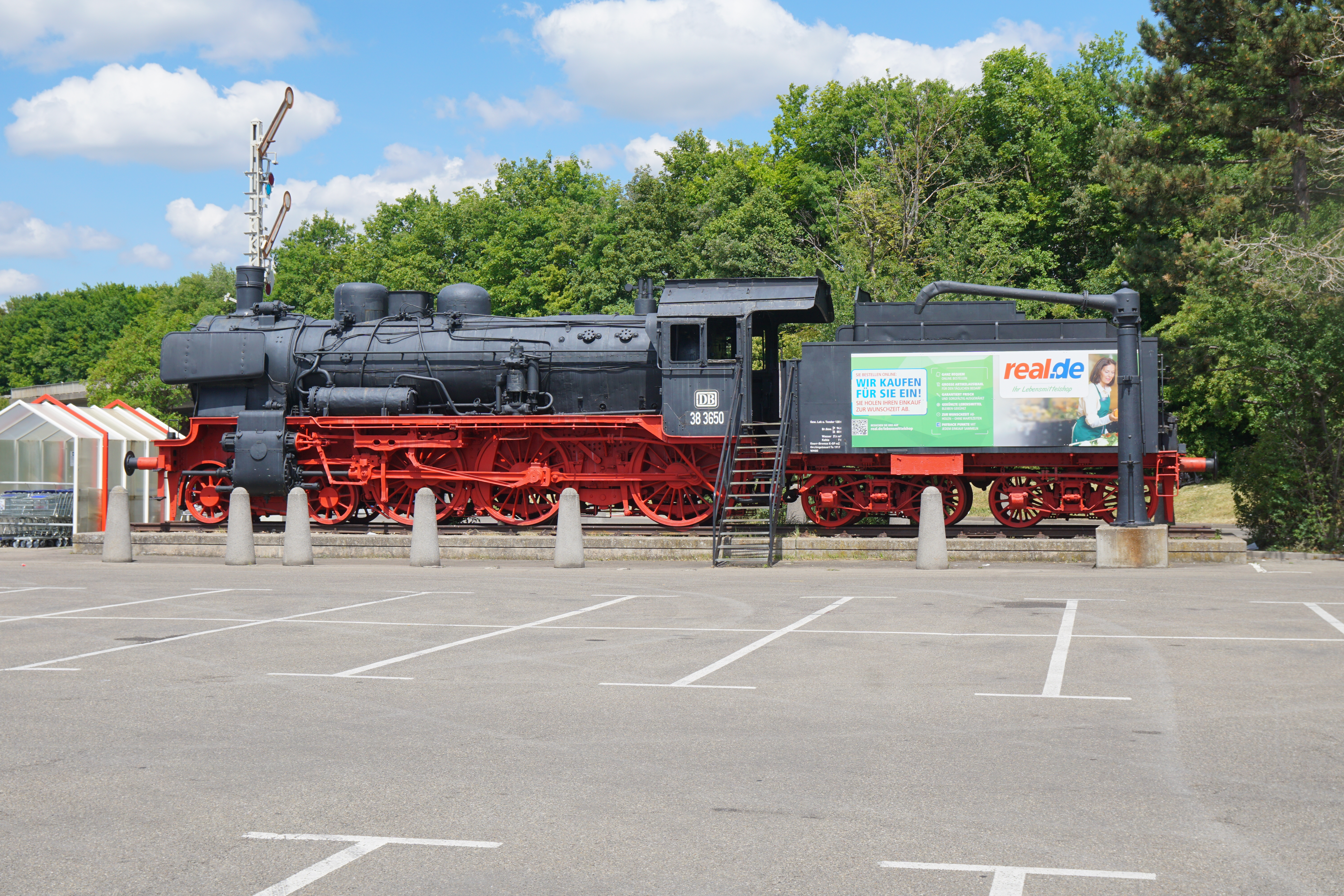
38 3650 auf dem Parkplatz des Realmarkts in Böblingen-Hulb

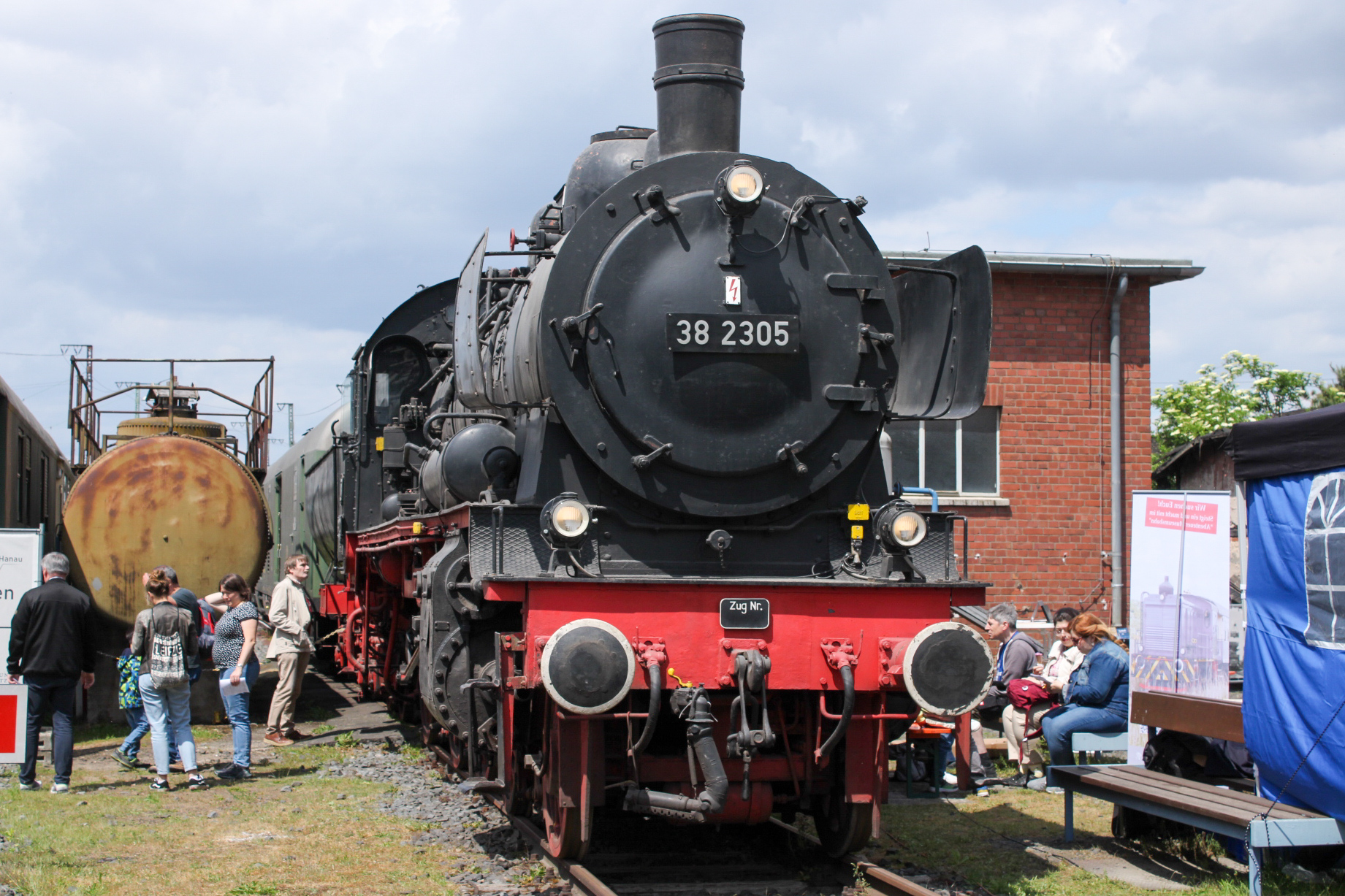
38 1772 (als 38 2305 beschildert) im Bw Hanau

- Eine der erhalten gebliebenen P 8 ist die 38 1182, die dem DB Museum Nürnberg gehört. Sie wurde 1910 von Schwartzkopff in Berlin gebaut und stand 61 Jahre lang in Betrieb. Sie steht nach einem Ausflug nach Gera wieder im Bahnbetriebswerk Arnstadt.
- Seit Juni 2015 steht im Lokschuppen des Bw Hanau die letzte P 8 der Deutschen Bundesbahn. Offiziell am 5. Dezember 1974 abgestellt, war die 38 1772[14] (seit 1968 mit der Computernummer 038 772-0 versehen) noch bis zum 13. Februar 1975 für Abschiedsfahrten im Einsatz. Sie war zuletzt beim Bw Rottweil im Einsatz, wo auch die letzte 78er im Planbetrieb eingesetzt war. 1915 bei F. Schichau in Elbing gebaut, legte sie bis zu ihrer Ausmusterung 3 719 271 Kilometer zurück. In den 1980er Jahren wurde sie für Sonderfahrten durch Eisenbahnfreunde reaktiviert und verunglückte auf der Sauschwänzlebahn, wobei der Originaltender zerstört wurde. Seit sie 1993 abgestellt werden musste, wird die 38 1772 als rollfähiges Denkmal erhalten.
- Im PKP-Bw Wolsztyn ist die Ok 1-359, die ehemalige 38 2155 erhalten, jedoch als kaltes Exponat und somit nicht betriebsfähig. Eine Aufarbeitung ist nicht vorgesehen.
- Das Eisenbahnmuseum Bochum besitzt die betriebsfähige 38 2267 (Baujahr 1918), die vor Nostalgiezügen im Ruhrgebiet und für Sonderfahrten des Museums eingesetzt wird.
- Im Deutschen Dampflokomotiv-Museum (DDM) in Neuenmarkt befindet sich seit 1977 die 38 2383. Sie wurde 1919 von Henschel gebaut und war die vorletzte P8 der Deutschen Bundesbahn.
- Eine weitere ehemals preußische P8 steht in der neuen Fahrzeughalle des DB Museums Nürnberg, die im Jahre 1921 bei AG Vulcan Stettin gebaute 38 2884.
- Auf der Strecke Kaiserslautern–Heilbronn verkehrte während der Veranstaltung „20 Jahre VRN“ die 38 3156. Hierbei handelt es sich um die zur Veranstaltung umbenannte 638.1301 der ÖGEG.
- Die ehemalige 38 3192 befindet sich ebenfalls im Bw Wolsztyn der PKP als Ok 1-322, sie wurde bei LHM (2269/1921) gebaut.
- Ein besonderes Schicksal hat die 38 3199 des Süddeutschen Eisenbahnmuseums in Heilbronn. Sie wurde 1921 von den Linke-Hofmann-Werken in Breslau gebaut. Bei der Deutschen Reichsbahn hatte sie zuerst die Nummer 2580 Elberfeld und wurde dann in 38 3199 umgezeichnet. Sie war zuletzt im Bw Breslau stationiert. Bereits 1926 kaufte die rumänische CFR die Maschine. In Rumänien erhielt sie die Betriebsnummer 230.106. 1974 wurde sie abgestellt. Eisenbahnfreunde entdeckten sie auf dem Schrottplatz und ließen sie in Klausenburg 1999 im Outfit der frühen Reichsbahn betriebsfähig aufarbeiten. Seit 2002 wurde die Lokomotive zu Nostalgiefahrten eingesetzt, seit Dezember 2021 gehört sie dem Bayerischen Eisenbahnmuseum.
- Der 38 3180 ging es wie der 38 3199: 1921 bei der Linke-Hofmann-Werke Aktiengesellschaft (Breslau) mit Fabriknummer 2257 gebaut. Bei der Deutschen Reichsbahn hatte sie zuerst die Nummer 2586 Halle und wurde 1925 in 38 3180 umbezeichnet. Sie wurde am 23. Juli 1926 an die Rumänische Staatsbahn (C.F.R.) verkauft (dort 230.105) und diente nach dem regulären Einsatz als „strategische Reserve“ – abgestellt in Lugoj (Rumänien). Im Jahr 1998 konnte das Bayerische Eisenbahnmuseum die Lokomotive erwerben und im Werk Cluj-Napoca (Klausenburg) teilweise aufarbeiten lassen. Seit dem 15. August 2001 ist die Maschine in Nördlingen. Die Lokomotive wurde während ihrer Einsatzzeit bei der C.F.R. im Aw Cluj Napopca mit einem neuen Kessel ausgerüstet.
- In Böblingen-Hulb steht auf dem Parkplatz eines Einkaufszentrums bei 48° 41′ 12,55″ N, 8° 59′ 5,2″ O die 38 3650. Sie wurde 1922 als Elberfeld 3097 an das Bw (Hamburg-)Harburg geliefert, war dort bis 1945 im Einsatz und wurde 1972 in Tübingen ausgemustert. Sie stand eine Zeitlang auf einem Abstellgleis am ehemaligen Gipswerk am Bahnhof in Breitenholz und wurde dann von der Firma Kriegbaum als Attraktion nach Böblingen-Hulb geholt. Da sie im Freien aufgestellt und seither nicht restauriert, nur neu lackiert wurde, ist die Lokomotive inzwischen recht heruntergekommen und alle beweglichen Teile sind festgerostet.
- Die ehemalige 230.111 der rumänischen CFR wurde im Eisenbahnmuseum Darmstadt-Kranichstein als 38 3999 wieder aufgearbeitet.
- Im Ortsteil Berenbostel der Stadt Garbsen bei Hannover steht seit 1974[15] eine 1922 bei Hohenzollern gebaute P 8 mit Witte-Windleitblechen. Hinter der Maschine mit der DB-Fahrzeugnummer 038 711-8 wurden bis 2019 zwei alte Wagen als Restaurant genutzt.[16]
- Länderbahnreisen / Manuel Jußen ist Halter der P 8 2455 Posen, welche bis 2012 im Eisenbahnmuseum Dieringhausen stationiert war und dann nach Gera überführt wurde.[17] Ab 2014 war diese Maschine im Bahnpark Augsburg beheimatet.[18] Seit 2023 steht sie in Seebrugg bei der IG 3-Seen-Bahn. Die 2455 Posen wurde 1919 von den Linke-Hofmann-Werken in Breslau unter der laufenden Nummer 1804 gebaut. Im August 1926 von der DR nach Rumänien verkauft, wurde sie dort mit der Nummer 230.094 bis etwa 1974 eingesetzt. Nach ihrem Verkauf an den heutigen Eigentümer im Frühjahr 1998 wurde sie in Rumänien 2001 neu aufgebaut. Sie präsentiert sich im Zustand der frühen 1920er Jahre. Die Lokomotive wurde in den Jahren 2007, 2008 und 2009 als Zugmaschine für den „Zug der Erinnerung“ eingesetzt und ist betriebsfähig.
- Die Österreichische Gesellschaft für Eisenbahngeschichte (ÖGEG) besitzt einen betriebsfähigen P 8-Nachbau rumänischer Produktion. Die 1935 gebaute Lokomotive erhielt in Österreich die Betriebsnummer 638.1301.
- Bei der im März 2007 von Rumänien zum Eisenbahnfreundeverein „Patrimoine Ferroviaire et Tourisme – Toerisme en Spoor Patrimonium“ nach Belgien überführte P 8 mit der belgischen Nummer 64 169 handelt es sich um die rumänische 230.084, die von Henschel mit der Fabriknummer 18939 hergestellt worden war.
- Im Freilicht-Dampflokomotiven-Museum Reșița ist die CFR 230.128 der rumänischen Bahn in einem Park ausgestellt.

## Anmerkung
Bereits Ende der 1930er Jahre plante die Reichsbahn, die inzwischen in die Jahre gekommenen Lokomotiven der preußischen Gattung P 8 durch neue Lokomotiven zu ersetzen. Dies führte zur Entwicklung der Baureihe 23 mit der Achsfolge 1’C1’ h2, von welcher jedoch 1941 nur zwei Baumuster gebaut wurden. Wegen des Zweiten Weltkrieges wurde die Serienproduktion nicht mehr aufgenommen.
1950 begann die Deutsche Bundesbahn, die neu entwickelte 23 als Ersatz für die P 8 zu beschaffen. Bis 1959 verließen 105 Exemplare die Werkshallen. Der Traktionswandel hatte zur Folge, dass bei der DB die letzte 23 nur ein Jahr nach der letzten P 8 ausgemustert wurde.
Die Deutsche Reichsbahn beschaffte von 1955 bis 1959 eine auf den Abmessungen der Lokomotive der DR basierende Bauart als Reihe 2310 in 113 Exemplaren.

## Varia
Jochen Kretschmann berichtet in vielen seiner Erzählungen sehr eindringlich über den zeitweise sehr harten Alltag in der DDR auf der P 8 mit minderwertiger Kohle (Braunkohle), Unterernährung und totaler Erschöpfung des Personals.